# Bodendipol

Bodendipolantenne mit Senderhaus P und den beiden Erderanlagen G mit einer Ausdehnung von 23 km

Ein Bodendipol ist eine spezielle Bauform einer Dipolantenne, die für die Übertragung von Funksignalen auf extrem niedrigen Frequenzen, den Längstwellen oder noch tiefer (Extremely Low Frequency), eingesetzt wird.
Ein Bodendipol ist symmetrisch aufgebaut. Er besteht aus einer bodenparallelen elektrischen Leitung, die in der Mitte aufgetrennt und gespeist ist. Die äußeren Enden liegen maximal weit voneinander entfernt und sind dort niederohmig geerdet.
Bodendipole haben einen sehr geringen Wirkungsgrad von unter 1 %. Sie werden nur dort eingesetzt, wo die erforderliche Antennengröße mit anderen Bauformen aus technischen oder wirtschaftlichen Gründen nicht realisierbar ist.

## Geschichte
U-Boote sind im getauchten Zustand durch das Meerwasser von allen gewöhnlichen Funksignalen abgeschirmt. VLF-Funkwellen können jedoch 10 bis 30 Meter tief in das Meerwasser eindringen und werden seit dem Zweiten Weltkrieg zur Kommunikation mit U-Booten verwendet. Das U-Boot muss dazu allerdings nahe an die Wasseroberfläche aufsteigen, was es auffälliger macht.
Die Erkenntnis, dass Extremely-Low-Frequency-Wellen (ELF) noch tiefer als die VLF-Wellen in das Meerwasser eindringen können, führte 1958 zu dem Vorschlag des Physikers Nicholas Christofilos, dass die US-Marine sie zur Kommunikation mit U-Booten verwenden könnte. Das US-Militär erforschte viele verschiedene Arten von Antennen für den Einsatz mit ELF. Cristofilos schlug vor, die Erde mit Strömen zu beaufschlagen, um so in der Erde eine vertikale Schleifenantenne zu schaffen, und es wurde klar, dass dies das praktischste Design war. Die Durchführbarkeit der Bodendipol-Idee wurde 1962 mit einer 42 km langen gemieteten Stromleitung in Wyoming und 1963 mit einer 176 km langen hierfür errichteten Freileitung getestet, die sich von West Virginia bis nach North Carolina erstreckte.